# Kalininská jaderná elektrárna
Kalininská jaderná elektrárna (rusky Калининская АЭС) je jaderná elektrárna v Rusku. Nachází se asi 200 kilometrů severně od Moskvy v Tverské oblasti, poblíž města Udomlja. Elektrárnu vlastní a provozuje ruská státní společnost Rosenergoatom, dceřiná společnost Rosatomu.

## Historie a technické informace

### Počátky
První plány postavit jadernou elektrárnu v tehdejší Kalininské oblasti v Sovětském svazu se objevily v roce 1974. V té době byla již známa lokalita u města Udomlja, kde jsou dvě jezera, jezero Udomlja a jezero Pesvo, které mají dostatek chladicí vody pro jadernou elektrárnu. Samotné místo je asi 193  kilometrů od města Kalinin. Přestože tato oblast nevyhovovala pro jadernou elektrárnu o výkonu 4 000 MW z důvodu nedostatečné kapacity chladicí vody pro takto velký výkon a ochlazení odpadního tepla, důvodem pro volbu lokality je její poloha mezi Moskvou a Leningradem. Dále se již na místě plánovala rozvodna 750 kV, která měla být součástí vedení 750 kV Leningrad-Konakowo, která měla být dříve vybudována pro posílení jižní energetické soustavy a pro přenos elektřiny z Leningradské jaderné elektrárny. Kromě napájení do tohoto elektrického systému měla elektrárna dodávat elektřinu do měnírny trakčního proudu, aby mohla dodávat elektřinu železnici mezi Petrohradem a Moskvou po její elektrizaci a modernizaci na vysokorychlostní trať. Původní plán počítal s výstavbou elektrárny ve dvou sekcích, každá o dvou blocích, každý o výkonu 1000 MW. 

### Výstavba první fáze
První fáze zahrnovala výstavbu dvou reaktorů, výstavba prvního započala 1. února 1977, druhý pak následoval 1. února 1982. V roce 1981 se město Udomlja stalo správním centrem elektrárny. Podmínky pro stavební dělníky elektrárny v hromadném ubytování však byly velmi špatné a ubytovny přeplněné. V říjnu 1981 to vedlo k pouliční rvačce mezi asi stovkou stavebních dělníků. V té době pracovalo na stavbě elektrárny celkem asi 2300 pracovníků. Problémy nastaly i s dopravou pracovníků na stavbu jaderné elektrárny. Autobusy byly sice připravené, ale většinou přeplněné, a tak někteří z pracovníků šest kilometrů k jaderné elektrárně došli pěšky. Jelikož byl i nedostatek materiálu, našlo uplatnění jen část a zbývající část stavebních dělníků tak neměla přiřazenou práci. Kvůli tomu byla atmosféra mezi dělníky napjatá.
Vzhledem k tomu, že v roce 1986 byly v krátké době nutné opravy dalších reaktorů včetně opatření na 4. reaktoru, který havaroval v Černobylu, byli pracovníci staženi ze stavenišť jaderných elektráren v Záporoží, Rovně, Minsku a Kalininu a přemístěni tam. Aby se předešlo kolapsu rozvodné sítě, byla přijata opatření na úsporu energie, např. v týdnu byly zhasnuty pouliční lampy, byly stanoveny zvláštní doby špičky a v rozestavěných jaderných elektrárnách probíhaly víkendové a noční směny. K dalšímu zpoždění došlo poté, co bylo nutné provést úpravy obou bloků.

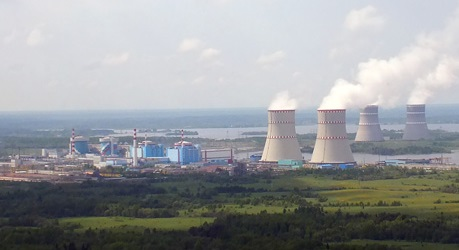
Pohled na celý areál elektrárny

#### Blok 1
Oba reaktory měly být uvedeny do provozu v rámci pětiletého plánu od roku 1981 do roku 1985. V roce 1982 se očekávalo, že blok 1 bude uveden do provozu ve stejném roce. Přešel však do komerčního provozu až 8. května 1984. Uvedením bloku do provozu se zvýšil instalovaný výkon jaderných elektráren v SSSR na 21 000 MW neboli 9 % energetického mixu. Dne 11. května 1984 však došlo k problému s pojistným ventilem primárního okruhu, který zůstal otevřený kvůli nesprávné elektroinstalaci. V důsledku toho bezpečnostní systémy reaktor samy odstavily. Chlazení reaktoru bylo nakonec zajištěno systémem havarijního chlazení aktivní zóny až do opětovného uzavření ventilu. 12. června 1985 byl blok opět uveden do běžného provozu. V červnu 2025 první blok získal prodloužení licence o 19 let.

#### Blok 2
V roce 1986 byl blok č. 2 zpožděn o několik měsíců, a proto mohl být uveden do provozu až koncem roku. Důvodem byl problém s dodávkami materiálu poté, co jaderná elektrárna Černobyl po havárii na 4. bloku odstavila zbývající tři reaktory a chybělo celkem 4000 MW výkonu. Zároveň se opakovaly problémy v prvním bloku, který musel být kvůli technickým problémům stažen ze sítě a nesplnil tak své výrobní cíle. Sovětská Pravda o tom zveřejnila odpovídající zprávu, která byla mezinárodně vnímána jako ostuda sovětského vedení. Po obnovení provozu dvou reaktorů v Černobylu v říjnu 1986 se situace mírně zlepšila, v neposlední řadě proto, že byl uveden do provozu druhý reaktor Kalininské elektrárny a spolu s třetím blokem by byl schopen nahradit ztracenou kapacitu třetího a čtvrtého bloku jaderné elektrárny Černobyl. Synchronizace sítě proběhla 3. prosince 1986, 3. března 1987 přechod na pravidelný provoz. 

### Výstavba druhé fáze
Stavba třetího bloku začala 1. října 1985 a blok č. 4 se začal stavět 1. srpna 1986. Podle plánu měl být třetí blok uveden do provozu v roce 1989, čtvrtý v roce 1990. Práce na blocích však postupovaly velmi pomalu. Jedním z důvodů bylo to, že ministerstvo energetiky SSSR nezajistilo vhodný materiál pro stavbu bloků. Dalším problémem byly stavební plány reaktorů, které byly velmi nepřesné a částečně nesprávné.

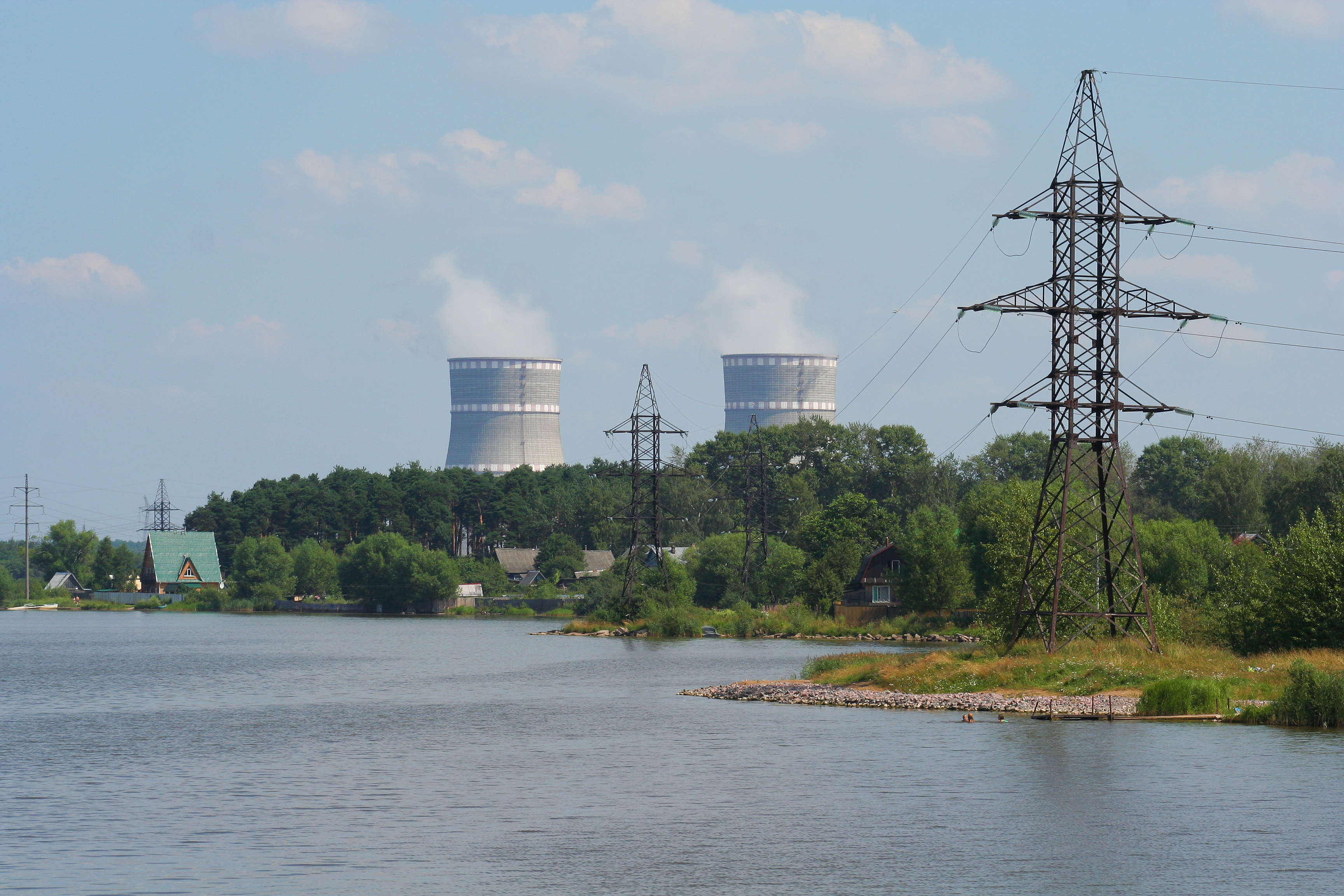
Jezero Pesvo

V roce 1991 protestovali ekologové proti elektrárně, protože místo prý nebylo vhodné pro jadernou elektrárnu a ovlivnilo by i zásoby vody v regionu. V důsledku toho byla výstavba čtvrtého reaktoru zastavena, ale výstavba třetího bloku pokračovala normálně.
Při zemních pracích v červenci 1992 byla nalezena radioaktivně zamořená oblast. Znečištění však nebylo způsobeno rozestavěným blokem, ale netěsností ve skladu odpadu jaderné elektrárny. Incident byl hodnocen stupněm 1 na mezinárodní stupnici jaderných událostí. Postup výstavby byl však velmi pomalý a plně obnoven byl až rozhodnutím z roku 1996.

Spolu s dostavbou prvního reaktoru Rostovské jaderné elektrárny a pátého bloku v Kurské jaderné elektrárně byla dostavba třetího bloku v Kalininu jedním z nejvýznamnějších investičních projektů v Rusku v následujících letech. Rusko požádalo Euratom o půjčku na dokončení a instalaci nových bezpečnostních modernizací pro třetí blok. Na oplátku chtěla země odpojit jednu ze starších jednotek VVER 440/230, jakmile bude blok 3 v provozu. Třetí blok byl synchronizován se sítí 16. prosince 2004 a následně přešel do komerčního provozu 8. listopadu 2005.

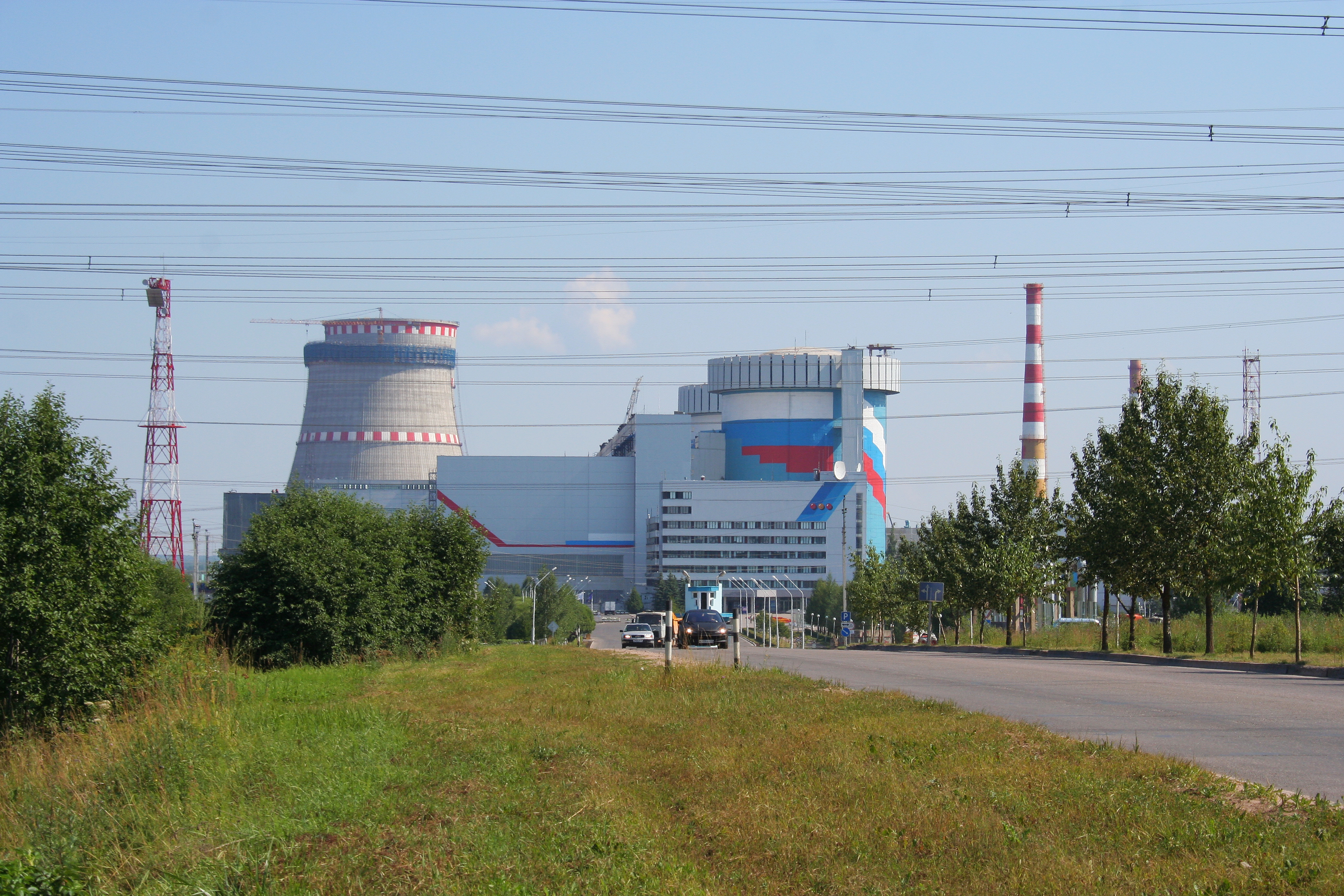
Bloky 1 a 2, v pozadí výstavba chladicí věže pro blok 3.

Dne 22. října 2002 byla podepsána dohoda mezi ministrem jaderné energetiky Ruské federace a guvernérem Tverské oblasti o dokončení čtvrtého reaktoru. Dne 12. listopadu 2007 se konalo slavnostní vylití nového betonu na čtvrtý blok závodu, který nahradil ten původní, jelikož stávající konstrukce byly zbořeny kvůli pokročilé korozi a nutnosti nákladné opravy. Ke stavbě čtvrtého bloku byl použit jeřáb Kroll K-10000, který byl původně určen k výstavbě Tatarské jaderné elektrárny.
22. prosince 2009 mohla být nasazena kopule kontejnmentu. Dne 26. ledna byla schválena instalace hlavních komponent primárního okruhu, včetně tlakové nádoby o hmotnosti 320 tun, instalace polárního jeřábu a dalších komponent v nejaderné části bloku. Původní tlaková nádoba reaktoru 4. bloku vyrobená v Sovětském svazu byla používána pro testování materiálu v letech 1998 až 2000 a byla při tom nenávratně zničena. Proto byla instalována tlaková nádoba prvního bloku jaderné elektrárny Belene, kterou vyrobil jaderný podnik Škoda Plzeň v roce 1988, jež v rámci nákupu nepotřebných komponent nového projektu Belene zakoupila společnost Atomstrojexport.
Dne 14. srpna 2011 byl reaktor uveden do zkušebního provozu, čímž byly stavební práce na bloku ukončeny. 20. října 2011 9:45 byl do reaktoru naložen první ze 163 palivových kazet. Dva týdny poté, co bylo jádro plně zatíženo, byl blok schopen 8. listopadu poprvé dosáhnout kritičnosti s nejnižším řiditelným výkonem. Blok se tak stal 33. reaktorem v Ruské federaci.
Reaktor č. 4 byl poprvé synchronizován se sítí 24. listopadu 2011. Tehdejší premiér Vladimir Putin blok osobně navštívil spolu se Sergejem Kirijenkem, ředitelem Rosatomu. Dne 25. prosince 2012 byl blok uveden do komerčního provozu.
Bloky 3 a 4 byly plně digitalizovány a jsou proto označovány VVER-1000/320I. Bloky 1 a 2 typu VVER-1000/338 jsou jediné svého druhu v Rusku.

## Informace o reaktorech
| Reaktor   | Typ reaktoru   | Výkon  | Výkon   | Zahájení výstavby | Připojení k síti | Uvedení do provozu | Uzavření |
| Reaktor   | Typ reaktoru   | Čistý  | Hrubý   | Zahájení výstavby | Připojení k síti | Uvedení do provozu | Uzavření |
| --------- | -------------- | ------ | ------- | ----------------- | ---------------- | ------------------ | -------- |
| Kalinin-1 | VVER-1000/338  | 950 MW | 1000 MW | 1. 2. 1977        | 9. 5. 1984       | 12. 6. 1985        |          |
| Kalinin-2 | VVER-1000/338  | 950 MW | 1000 MW | 1. 2. 1982        | 3. 12. 1986      | 3. 3. 1987         |          |
| Kalinin-3 | VVER-1000/320I | 950 MW | 1000 MW | 1. 10. 1985       | 16. 12. 2004     | 8. 11. 2005        |          |
| Kalinin-4 | VVER-1000/320I | 950 MW | 1000 MW | 12. 11. 2007      | 24. 11. 2011     | 25. 12. 2012       |          |